# Mermaid (rose)
Pour les articles homonymes, voir Mermaid.
 ‘Mermaid’ (ce qui signifie « sirène en anglais ») est un cultivar de rosier liane grimpant produit à partir de rosa bracteata et un hybride de thé à fleurs jaunes. Il a été obtenu en 1917 par le rosiériste anglais William Paul fils.

## Description
Cette variété est vigoureuse et peut atteindre de 6 à 9 mètres de hauteur et s'étaler de 4 à 6 mètres. Ses grandes fleurs légèrement parfumées sont simples et jaune pâle en forme de coupe avec une grande couronne d'étamines d'or. Son feuillage vernissé est vert foncé et ses rameaux très épineux. Elle fleurit de juillet à l'automne. C'est une variété exceptionnellement robuste. Elle se plaît au soleil où elle est florifère même en plein été.
Cette variété nécessite un léger élagage et a besoin de palissage. On peut l'admirer dans de nombreux parcs publics et roseraies du monde, dont la roseraie des terrasses de l'évêché de Blois.

## Illustrations

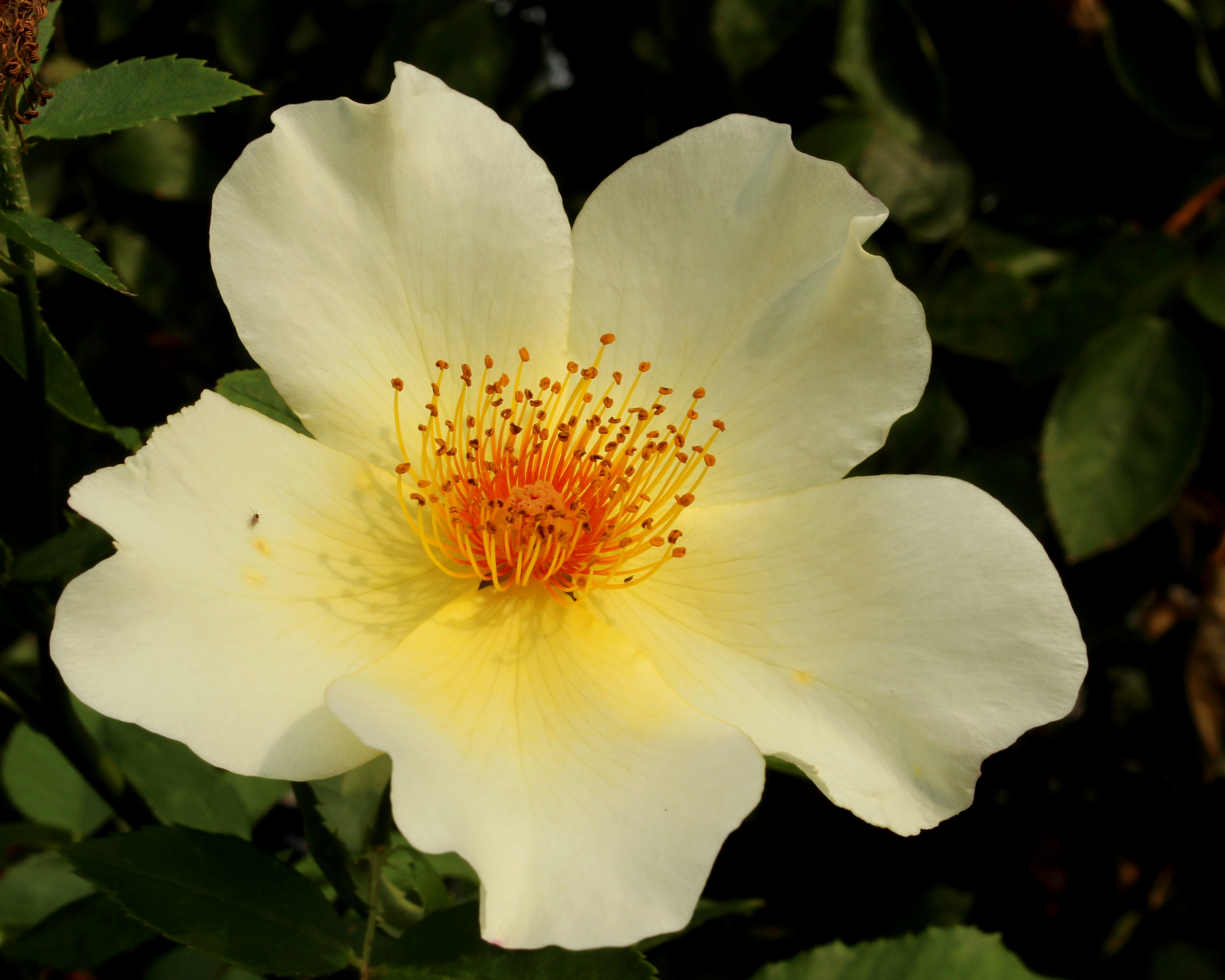
Vue d'une fleur au Volksgarten de Vienne
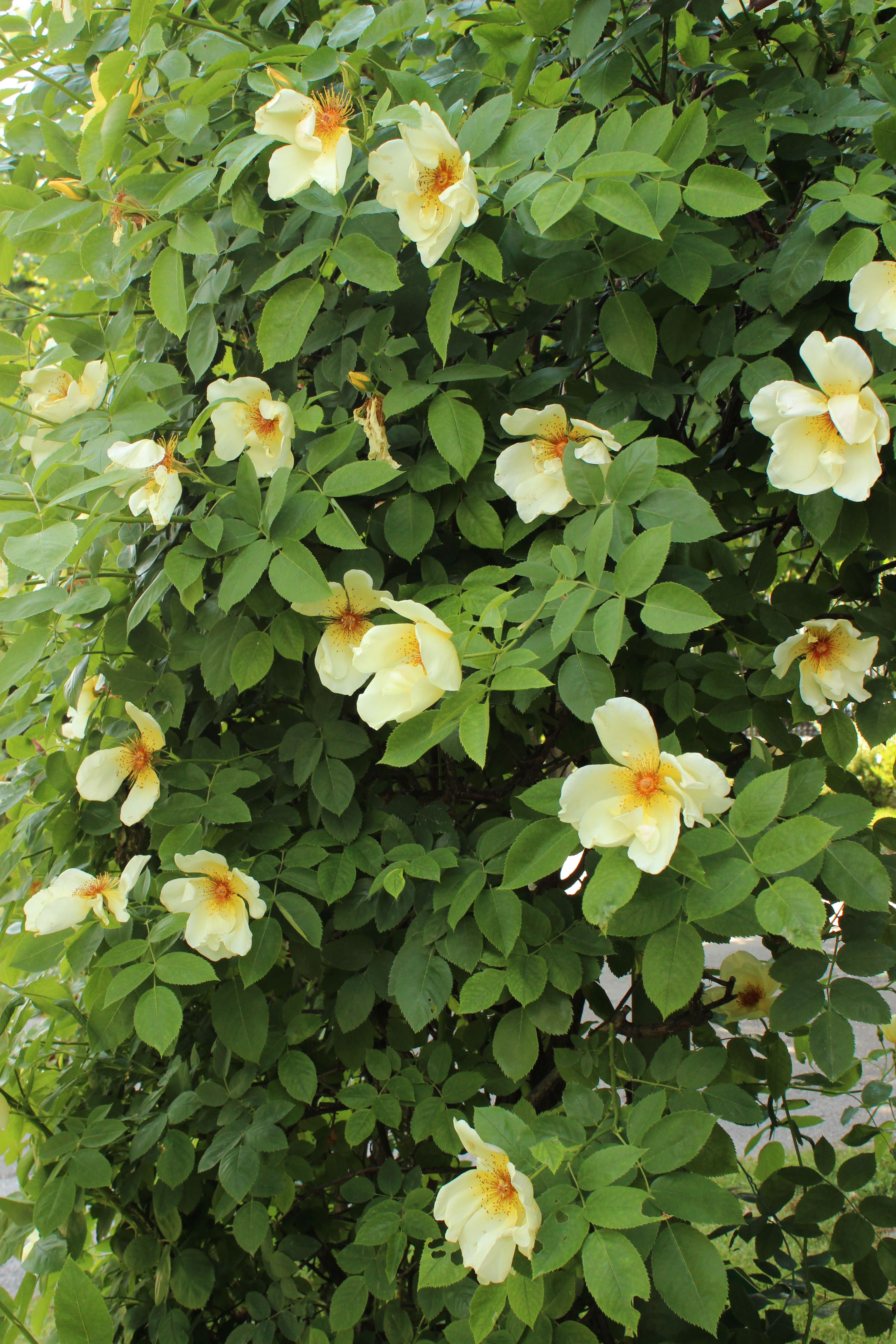
Vue d'un rosier 'Mermaid' du Volksgarten de Vienne